# Cal Strong
F. Calvert Cal Strong (12. august 1907 i Jacksonville i Illinois – 27. januar 2001 i Carmichael i Californien) var en amerikansk vandpolospiller som deltog i de olympiske lege 1932 i Los Angeles.
Strong vandt en bronzemedalje i vandpolo under OL 1932 i Los Angeles. Han var med på det amerikanske hold som kom på en tredjeplads efter Ungarn og Tyskland. Han spillede i alle fire kampe i OL-turneringen.